# Ilex neocaledonica
Ilex neocaledonica är en järneksväxtart som beskrevs av Carl Maximowicz. Ilex neocaledonica ingår i släktet järnekar, och familjen järneksväxter. Inga underarter finns listade i Catalogue of Life.